# Gedeón Guardiola
Gedeón Guardiola Villaplana (født 1. oktober 1994 i Petrer) er en spansk håndboldspiller, som spiller for Rhein-Neckar Löwen og for Spaniens håndboldlandshold. Hans tvillingebror hedder Isaías Guardiola og er også håndboldspiller.